# Мустаєво (Новосергієвський район)
Муста́єво (рос. Мустаево) — село у складі Новосергієвського району Оренбурзької області, Росія.

## Населення
Населення — 984 особи (2010; 1126 у 2002).
Національний склад (станом на 2002 рік):
- росіяни — 71 %